# Genotoxikologie
Der Ausdruck Genotoxikologie bezeichnet einen Forschungszweig, der die Wirkungen toxischer Stoffe auf das genetische Material von Zellen untersucht, die zu Veränderungen in der Erbinformation führen.
Genotoxische Stoffe erhöhen die Fehlerrate bei der Reduplikation des Genoms und bewirken Mutationen durch Schäden an der DNA. Erfolgen diese in den Keimzellen, werden sie an die Nachkommen weitergegeben und führen zu Geburts- oder Erbschäden. Sind Körperzellen betroffen, können Zelltod, erhöhtes Krankheitsrisiko oder Krebs die Folge sein. Von den Behörden werden prinzipiell mehrere unterschiedliche Tests (z. B. ML/TK-Test, HRPT-Gen, Ames-Test, UDS-Test) zur Prüfung der Genotoxizität bzw. Mutagenität einer neuen Substanz gefordert. Um Genmutationen und Chromosomenaberrationen zu erkennen, kommen sowohl Bakterien als auch Säugetierzellen zum Einsatz.